# Mytrofaniwka (obwód kirowohradzki)
Mytrofaniwka (ukr. Митрофанівка) – wieś na Ukrainie, w obwodzie kirowohradzkim, w rejonie kropywnyckim, w hromadzie Nowhorodka. W 2001 liczyła 985 mieszkańców, spośród których 957 wskazało jako ojczysty język ukraiński, 15 rosyjski, 2 mołdawski, 6 białoruski, a 5 ormiański.